# Isistius
Isistius es un género de escualiformes de la familia Dalatiidae. Se les conoce comúnmente como tollos cigarro.

## Especies
Se reconocen las siguientes especies:
- Isistius brasiliensis (Tollo cigarro)
- Isistius labialis (Tollo cigarro chino)
- Isistius plutodus (Tollo cigarro dentón)